# Bärstång
En bärstång är ett redskap som används antingen av en person för att över den ena axeln bära två balanserande vikter, eller för att bäras av två personer med en vikt mitt emellan dem. Om den används av en person, kan den vara gjord antingen av en styv stång eller av en sviktande stång, till exempel av bambu. Om bärstången är gjord av ett böjt trästycke, kan den få samma funktion som ett ok av västerländsk modell och vila på bägge axlarna.
Bärstången är i Ostasien det vanliga bärredskapet för en person att bära två balanserande vikter. 

## Bildgalleri

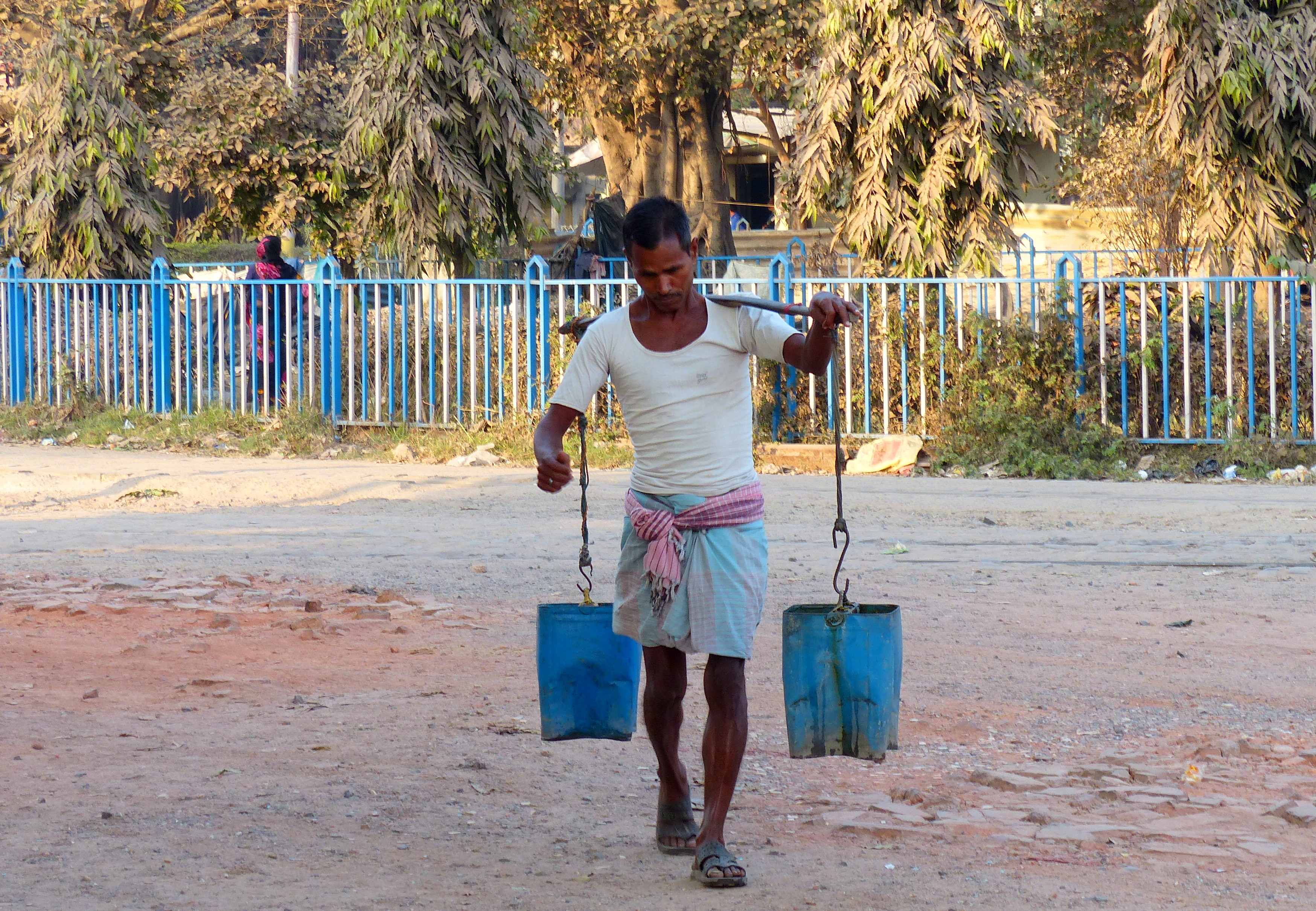
Vattenbärare.
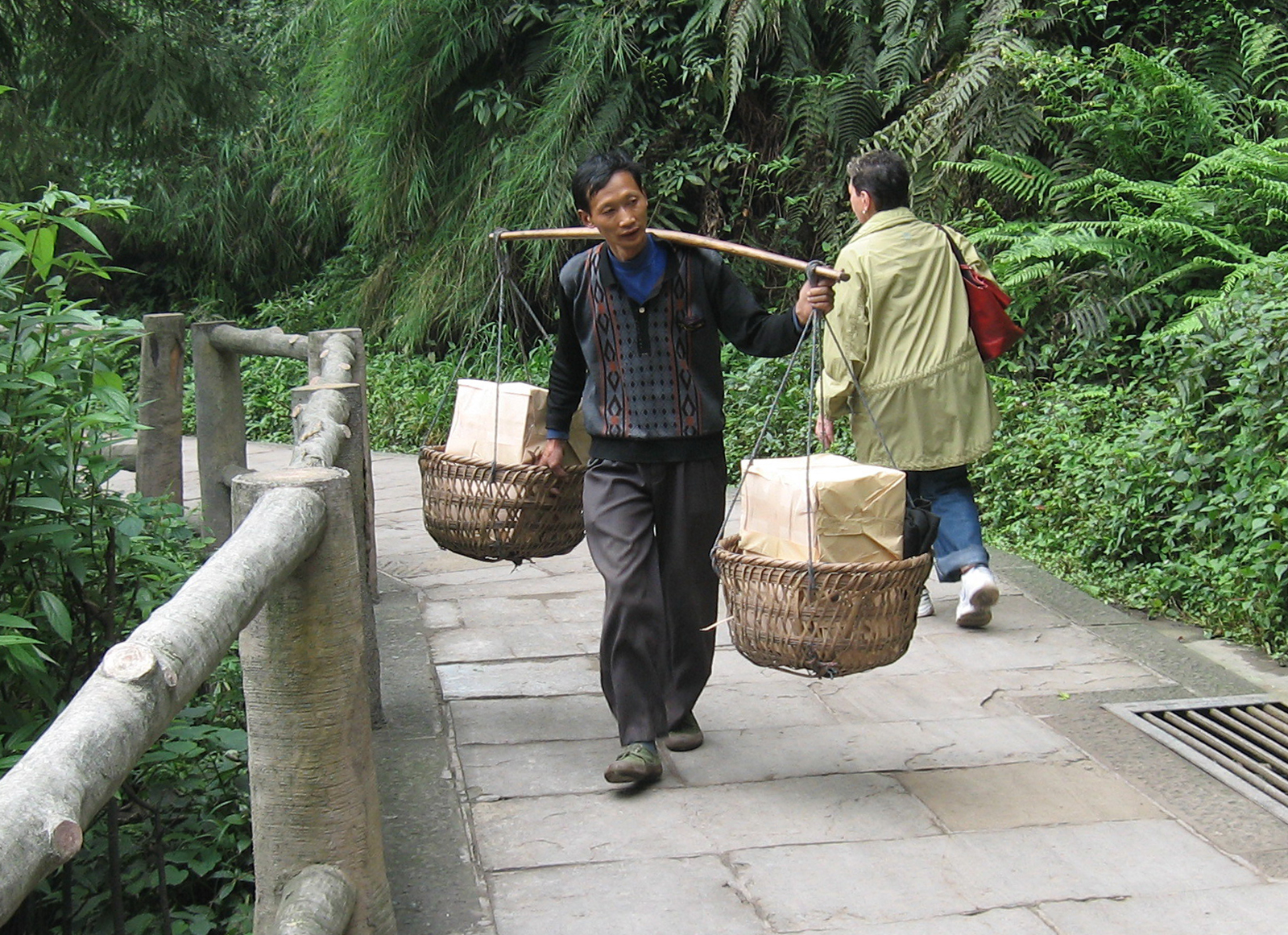
Bärstång i Kina.
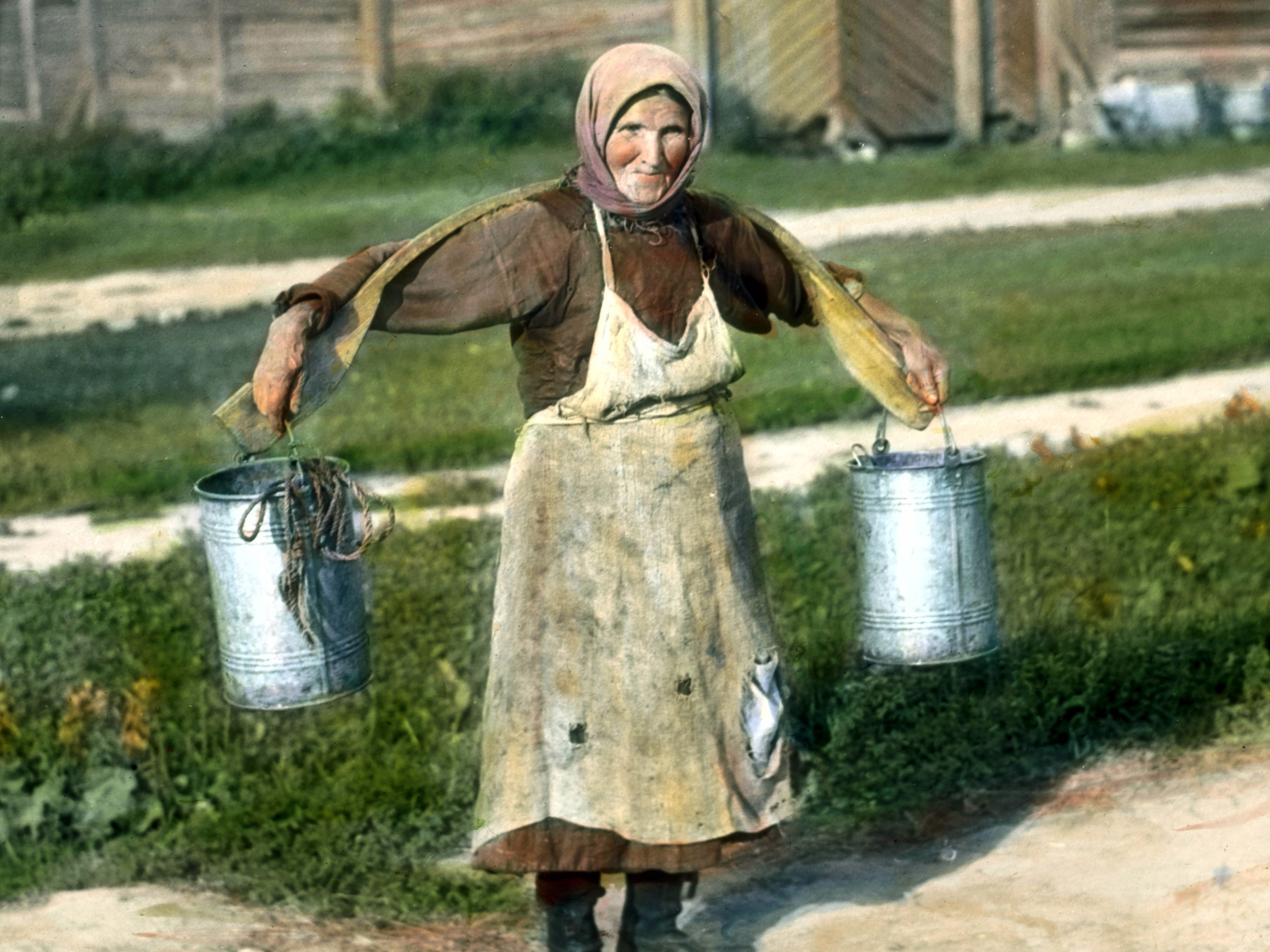
Ryska med ok utanför Leningrad, 1932.
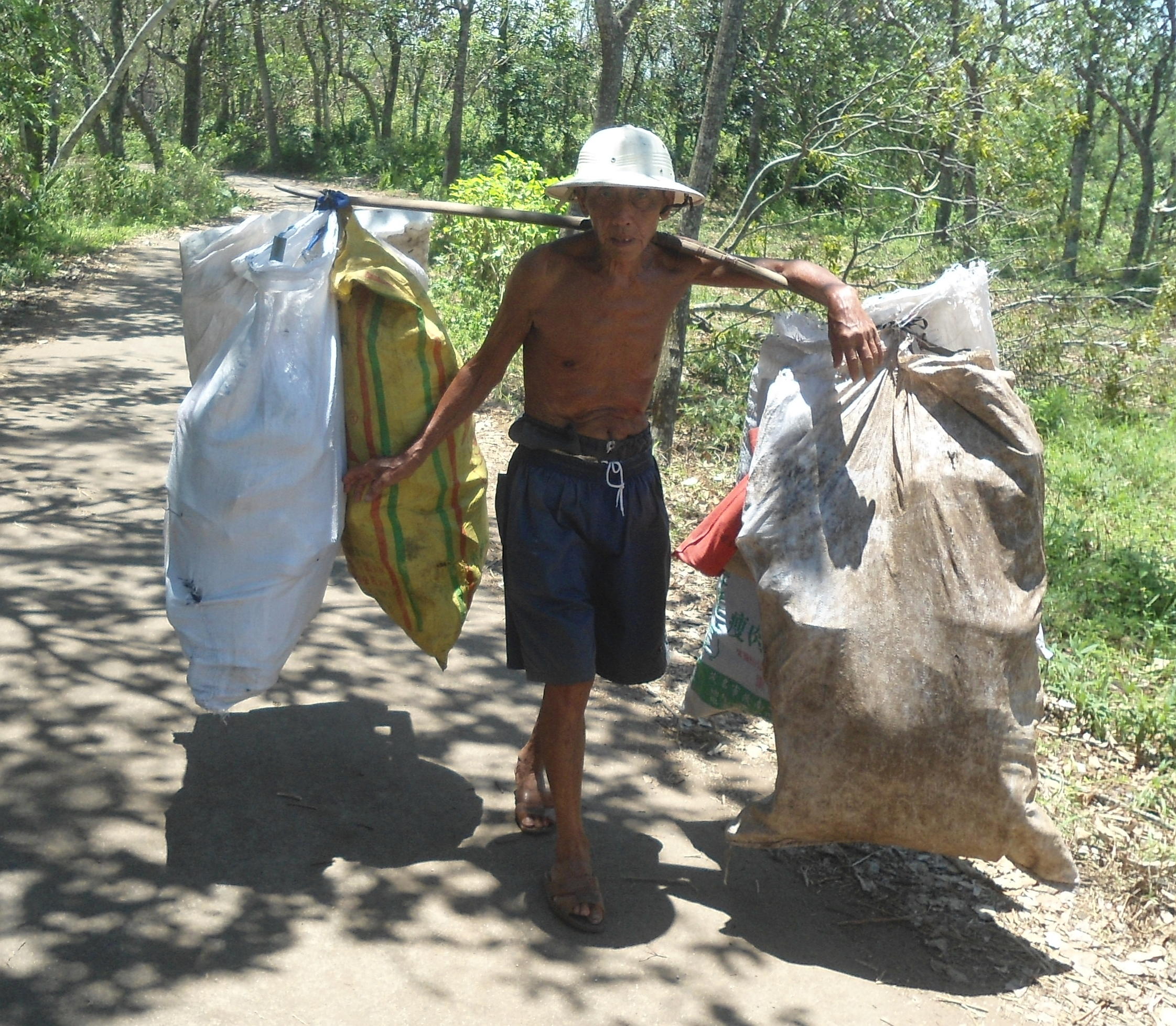
Kinesisk man med bärstång, som bär diverse gods, Hainan.
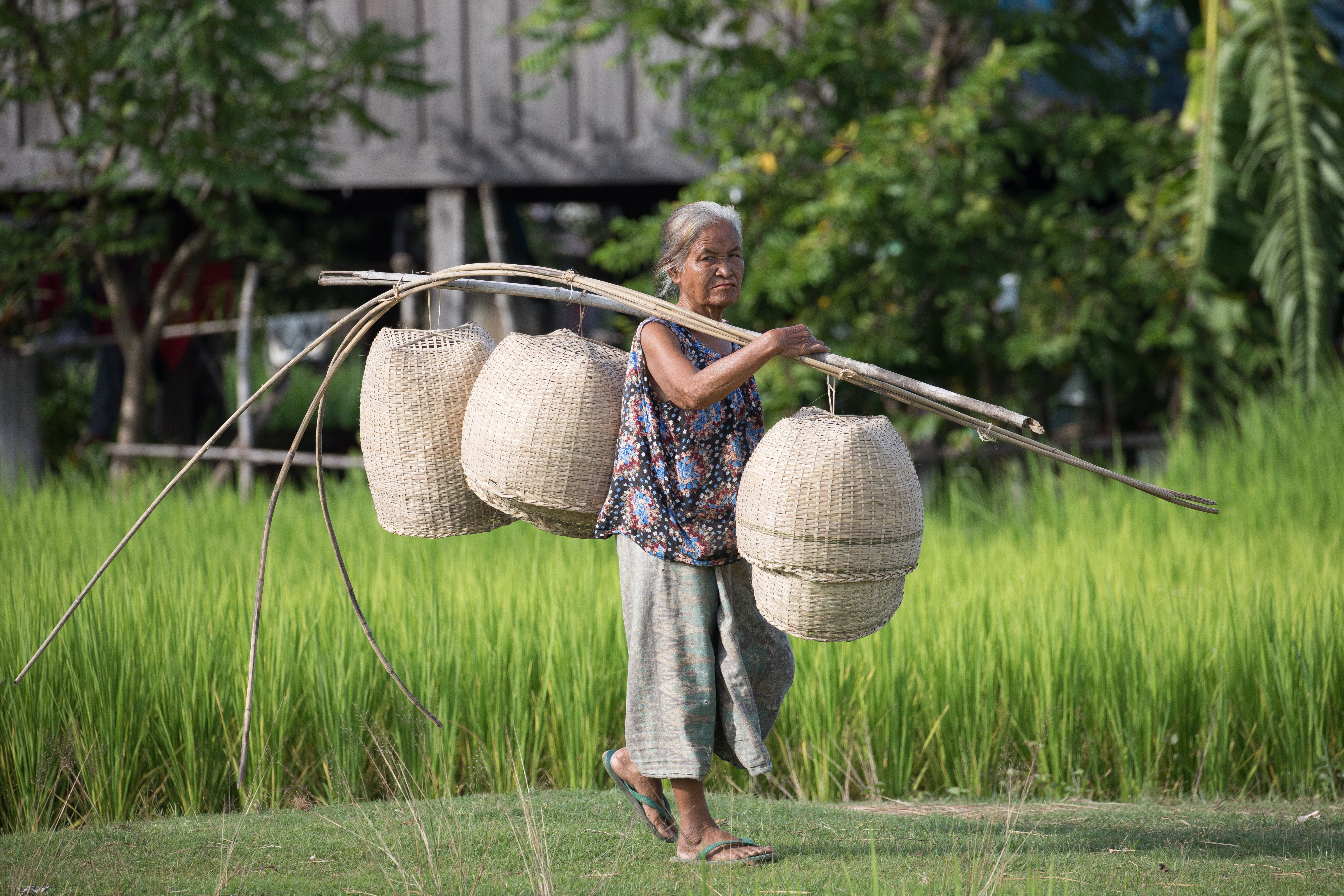
Laotisk kvinna bärstång, som bär korgar.
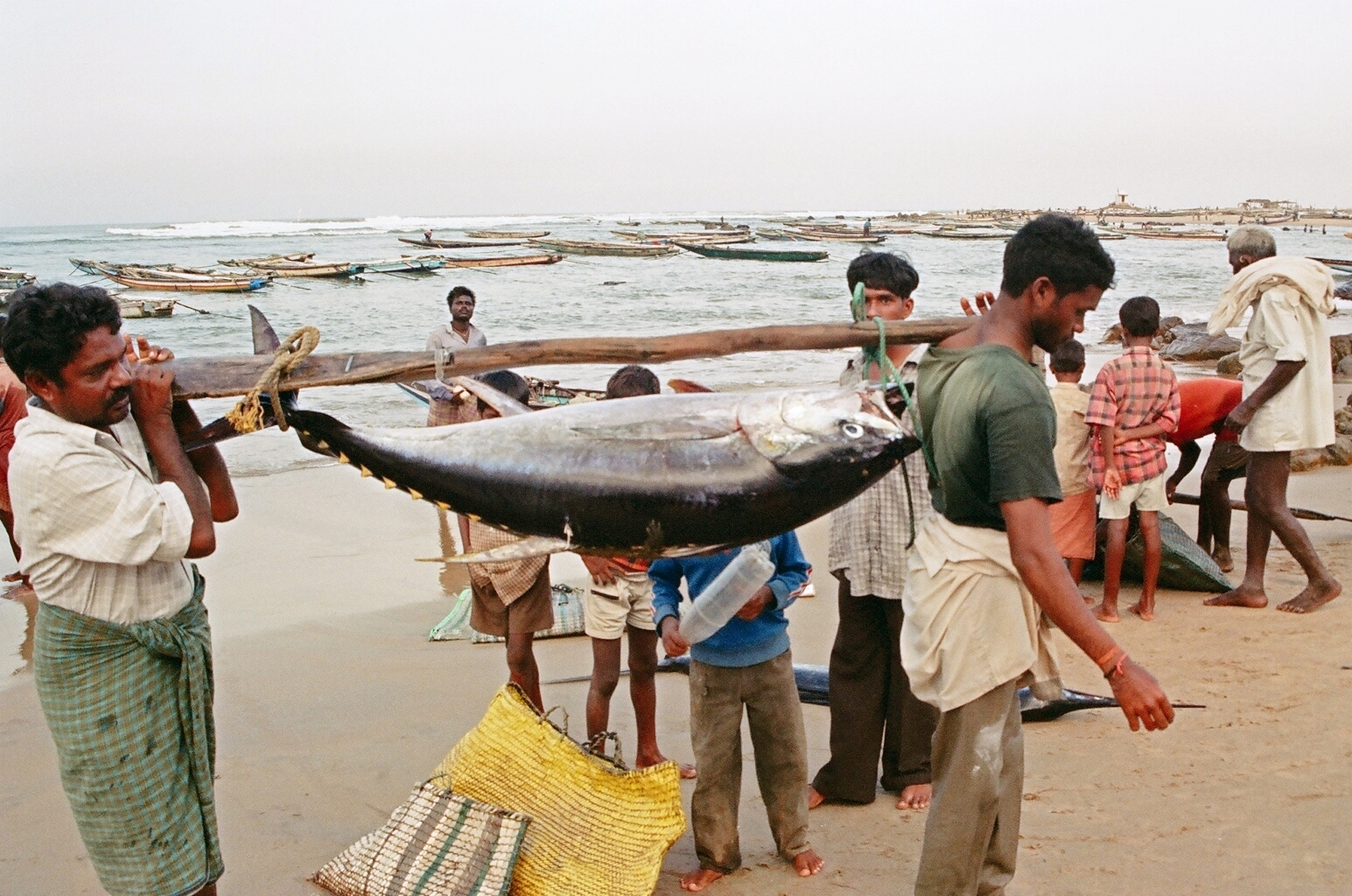
Fiskare i Visakhapatnam i Indien, med en tonfisk.
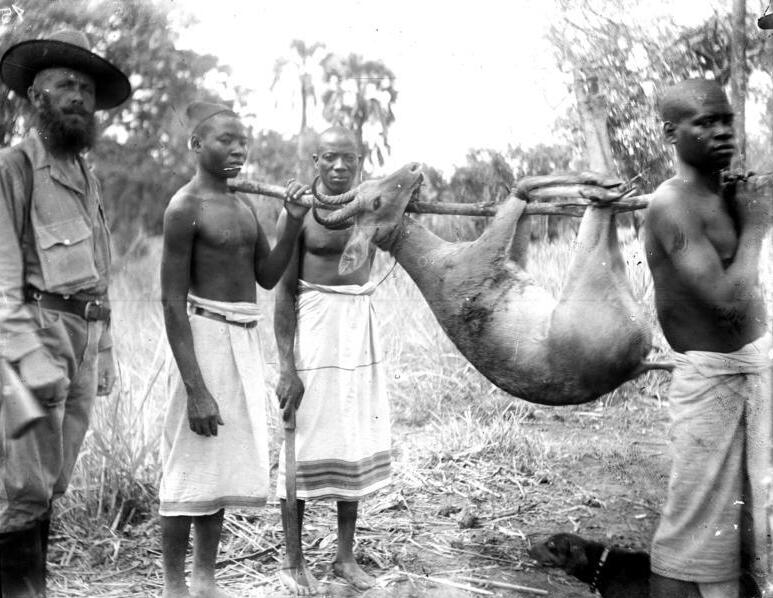
Jägare som återvänder från en jakt i Tyska Östafrika, omkring 1912.
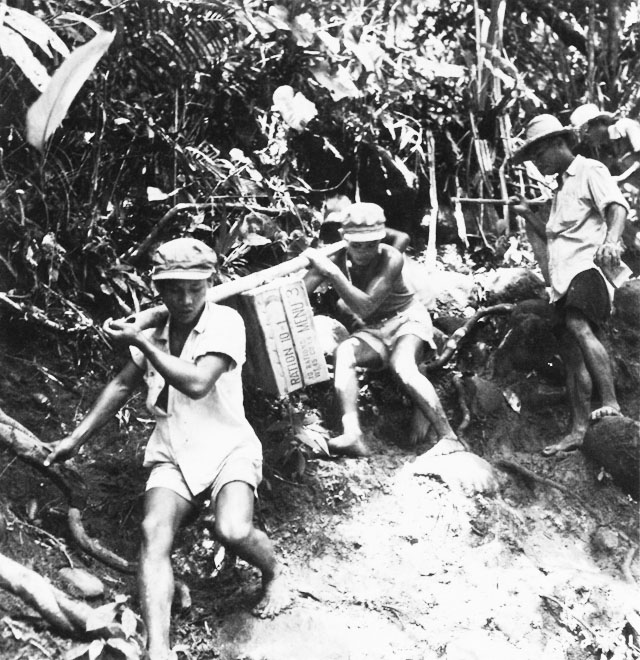
Frivilliga bärare vid Slaget om Leyte i Filippinerna 1944.
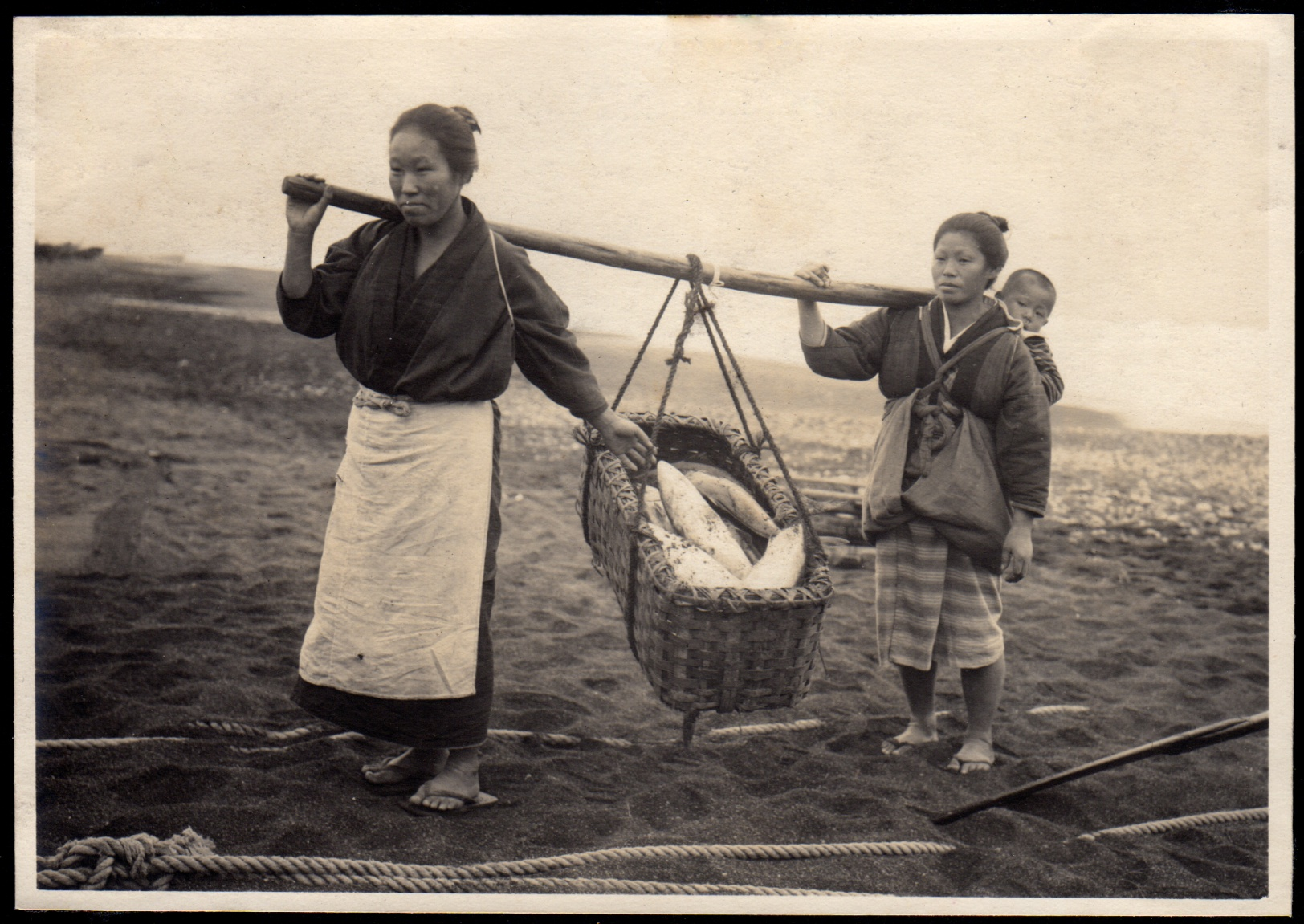
Två japanska kvinnor som bär en fiskfångst, 1915.
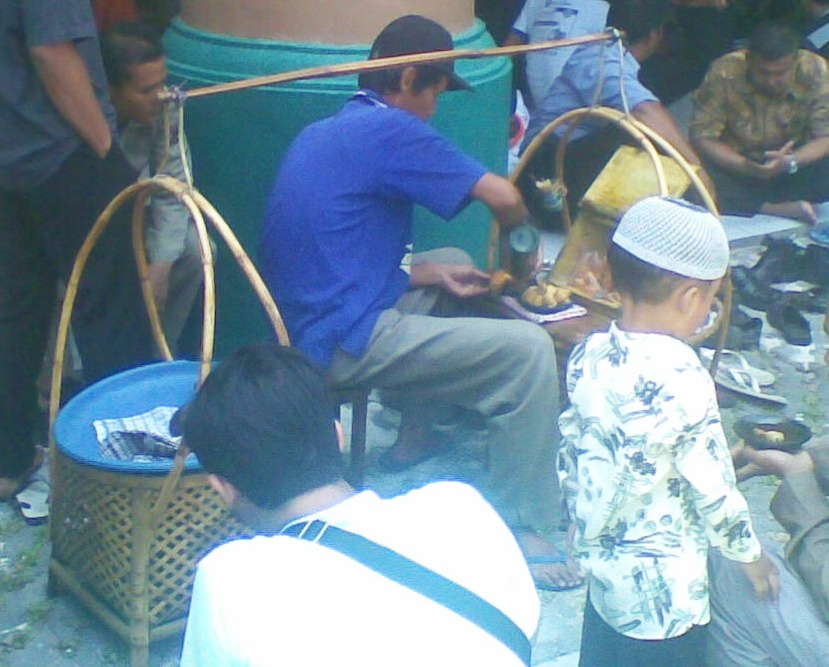
En indonesisk man som serverar tahu gejrot.